# 中山晋
中山晋は、建設省都市局公園緑地課長、国際花と緑の博覧会推進室長、海洋博覧会記念公園同管理財団理事長を歴任。第16回日本公園緑地協会北村賞受賞。

## 参考
- 参議院 委員会 議禄, 第 3 部、第 114 号　国会. 参議院
- http://oki-park.jp/oios/entry/file/pdf/2000-vol14.pdf
- 政界・官庁人事碌、東洋経済新報社, 1992
- 建設省名鑑、時評社, 1988
- 豊かな都市とすまいを求めて: 住宅・都市整備公団 10年のあゆみ, 住宅・都市整備公団, 1991
- 首里城跡・真珠道跡: 首里城跡守礼門東側地区・真珠道跡起点及び周辺地区発掘調?報告書, 沖縄県立埋蔵文化財センター, 2009